# Zenarchopterus alleni
Zenarchopterus alleni é uma espécie de peixe da família Hemiramphidae.
É endémica da Nova Guiné Ocidental na Indonésia.